# 欧里亚克 (科雷兹省)
欧里亚克（法語：Auriac，法語發音：[oʁjak] ⓘ）是法国科雷兹省的一个市镇，位于该省中部，属于蒂勒区。

## 地理
欧里亚克（45°12'14"N, 2°8'53"E）面积34.89 平方千米，位于法国新阿基坦大区科雷兹省，该省份为法国中南部省份，北起上维埃纳省和克勒兹省，西接多爾多涅省，南至洛特省，东临多姆山省和康塔爾省。
与欧里亚克接壤的市镇（或旧市镇、城区）包括：上巴西尼亚克、达拉扎克、吕泽日河畔拉瓦勒、里亚克克圣里耶、圣于连欧布瓦、圣梅尔德拉普洛、苏尔萨克。

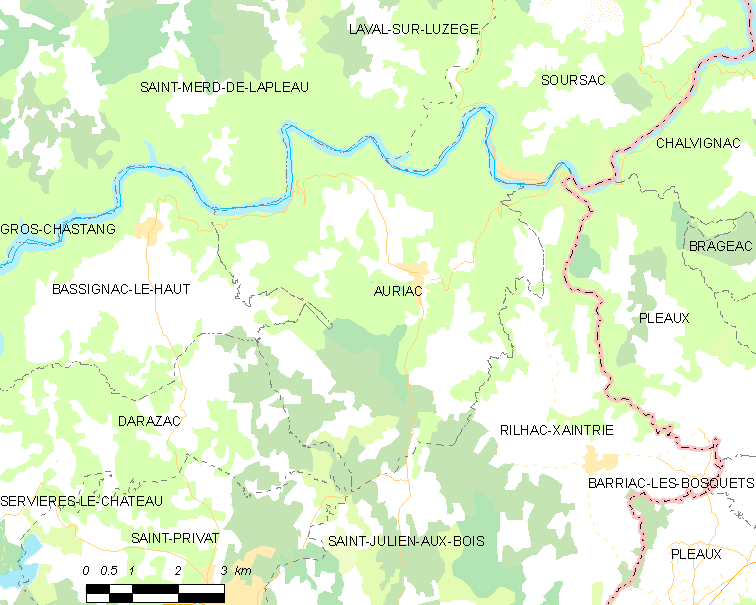
的OSM定位图

欧里亚克的时区为UTC+01:00、UTC+02:00（夏令时）。

## 行政
欧里亚克的邮政编码为19220，INSEE市镇编码为19014。

## 政治
欧里亚克所属的省级选区为多尔多涅河畔阿让塔县。

## 人口

1962-2008年间人口变化图示

欧里亚克于2022年1月1日时的人口数量为219人。